# Anacroneuria nigrolineata
Anacroneuria nigrolineata är en bäcksländeart som beskrevs av Jewett 1958. Anacroneuria nigrolineata ingår i släktet Anacroneuria och familjen jättebäcksländor. Inga underarter finns listade i Catalogue of Life.